# Symphonie no 37 de Michael Haydn
Pour les articles homonymes, voir Symphonie no 37.
La Symphonie no 37 en ré majeur, P.29, Sherman 37, MH 476, est une symphonie de Michael Haydn, composée en 1788 à Salzbourg.

## Analyse de l'œuvre
Elle comporte trois mouvements:
1. Vivace
2. Andantino, en la majeur
3. Allegro assai

Durée de l'interprétation : environ 9 minutes.

## Instrumentation
La symphonie est écrite pour deux hautbois, deux bassons, deux cors, cordes.